# Muurvaren-associatie
De muurvaren-associatie (Asplenietum rutae-murario-trichomanis) is een associatie uit het muurleeuwenbek-verbond (Cymbalario-Asplenion). De associatie omvat muurplantengemeenschappen van koele, stenige plaatsen gedomineerd door varens.

## Naamgeving en codering
| Asplenietum ruto-murario-trichomanis         |
| Asplenio-Ceterachetum officinarum Vives 1964 |

- Syntaxoncode voor Nederland (rVvN): r21Ab01
- BWK-karteringscode: km

De wetenschappelijke naam Asplenietum rutae-murario-trichomanis is afgeleid van de botanische namen van twee kensoorten binnen de associatie, de muurvaren (Asplenium ruta-muraria) en de steenbreekvaren (Asplenium trichomanes).

## Fysiognomie
De muurvaren-associatie wordt gekenmerkt door een zeer open vegetatie met volledige afwezigheid van de boom- en de struiklaag.
In de kruidlaag zijn varens dominant, bloeiende planten zijn slechts beperkt aanwezig. Muurvaren en steenbreekvaren zijn het vaakst voorkomend, grotere varens zoals de mannetjesvaren en de wijfjesvaren komen minder voor en dikwijls enkel als dwergvorm.
Op vochtige muren is een moslaag meestal aanwezig met voornamelijk bladmossen. Het gewoon muursterretje is de meest gevonden soort.

## Ecologie

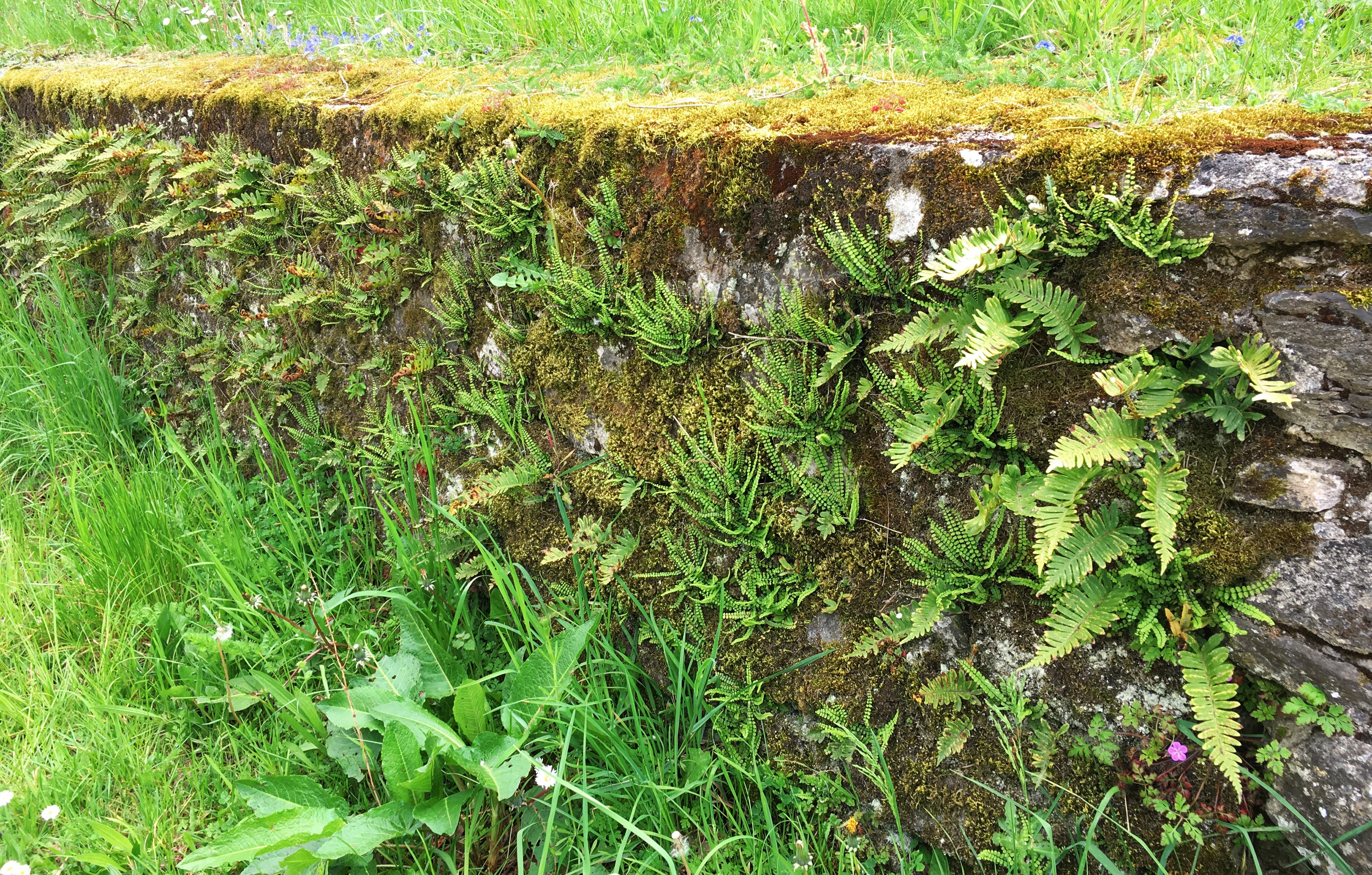
Voorjaarsaspect van de muurvaren-associatie, hier in een vorm met veel gewone eikvaren.

Deze plantengemeenschap is kenmerkend voor vochtige tot droge, bijna verticale kalkrijke rotswanden en muren. Van nature zijn ze enkel te vinden in kalkgebergten en -plateaus. In de Lage Landen vindt men ze vooral terug op oude stadsmuren, gracht- en kademuren, waterputten, kerkhofmuren en kasteelruïnes, muren van kalksteen of gevoegd met kalkrijke cement.
Het substraat is meestal zeer verweerd, maar oligotroof. Een bodem is amper aanwezig. Meestal is de luchtvochtigheid hoog, zoals op oude gracht- of kademuren, maar de gemeenschap komt ook voor op zonnige, droge plaatsen, al zijn die dan meestal naar het noorden gericht.

## Verspreiding
Het verspreidingsgebied van de muurvaren-associatie omvat de Atlantische provincie tot subcontinentaal Europa.
In Nederland komt deze associatie vooral voor in het rivierengebied en in Limburg. In Vlaanderen en vooral in Wallonië is ze meer verspreid, maar steeds zeer gelokaliseerd.

## Diagnostische taxa voor Nederland en Vlaanderen
De associatie heeft in Nederland en Vlaanderen slechts drie kensoorten, de muurvaren, de steenbreekvaren en de schubvaren. In de onderstaande synoptische tabel staan de belangrijkste soorten van de muurvaren-associatie in Nederland en Vlaanderen.
Kruidlaag
| Kentaxon | Diff.soort | Abundantie | Triviale naam       | Botanische naam           | Opmerking | Afbeelding |
| -------- | ---------- | ---------- | ------------------- | ------------------------- | --------- | ---------- |
| kA       |            | D          | steenbreekvaren     | Asplenium trichomanes     |           |            |
| kA       |            | A          | muurvaren           | Asplenium ruta-muraria    |           |            |
| kA       |            | O          | schubvaren          | Asplenium ceterach        |           |            |
| kV       |            | O          | zwartsteel          | Asplenium adiantum-nigrum |           |            |
| kO       |            | O          | muurleeuwenbek      | Cymbalaria muralis        |           |            |
| kK       |            | O          | blaasvaren          | Cystopteris fragilis      |           |            |
|          |            | F          | mannetjesvaren      | Dryopteris filix-mas      |           |            |
|          |            | F          | liggende vetmuur    | Sagina procumbens         |           |            |
|          |            | O          | straatgras          | Poa annua                 |           |            |
|          |            | O          | gewone paardenbloem | Taraxacum officinale      |           |            |
|          |            | O          | gewone melkdistel   | Sonchus oleraceus         |           |            |
|          |            | O          | gewone eikvaren     | Polypodium vulgare        |           |            |
|          |            | O          | Canadese fijnstraal | Conyza canadensis         |           |            |
|          |            | O          | plat beemdgras      | Poa compressa             |           |            |
|          |            | O          | stinkende gouwe     | Chelidonium majus         |           |            |
|          |            | O          | wijfjesvaren        | Athyrium filix-femina     |           |            |
|          |            | O          | grote brandnetel    | Urtica dioica             |           |            |

Moslaag
| Kentaxon | Diff.soort | Abundantie | Triviale naam         | Botanische naam        | Opmerking |
| -------- | ---------- | ---------- | --------------------- | ---------------------- | --------- |
| kV       |            | Z          | muurknikmos           | Bryum radiculosum      |           |
| kO       |            | F          | gewoon muursterretje  | Tortula muralis        |           |
|          |            | F          | gewoon purpersteeltje | Ceratodon purpureus    |           |
|          |            | O          | gedraaid knikmos      | Bryum capillare        |           |
|          |            | O          | zodeknikmos           | Bryum caespiticium     |           |
|          |            | O          | gewoon zijdemos       | Homalothecium sericeum |           |
|          |            | O          | zilvermos             | Bryum argenteum        |           |

## Fotogalerij

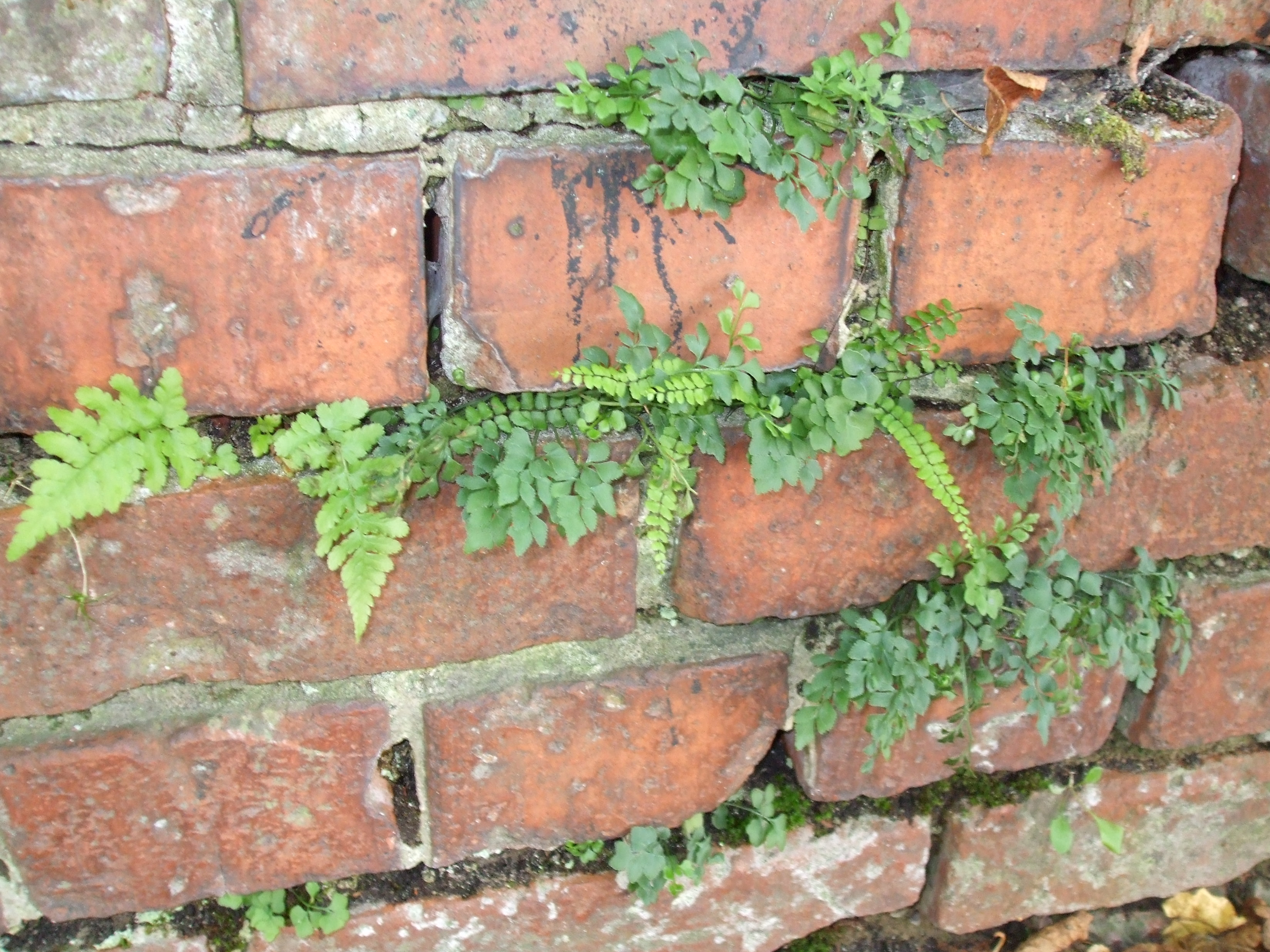
De muurvaren-associatie op een muur van baksteen
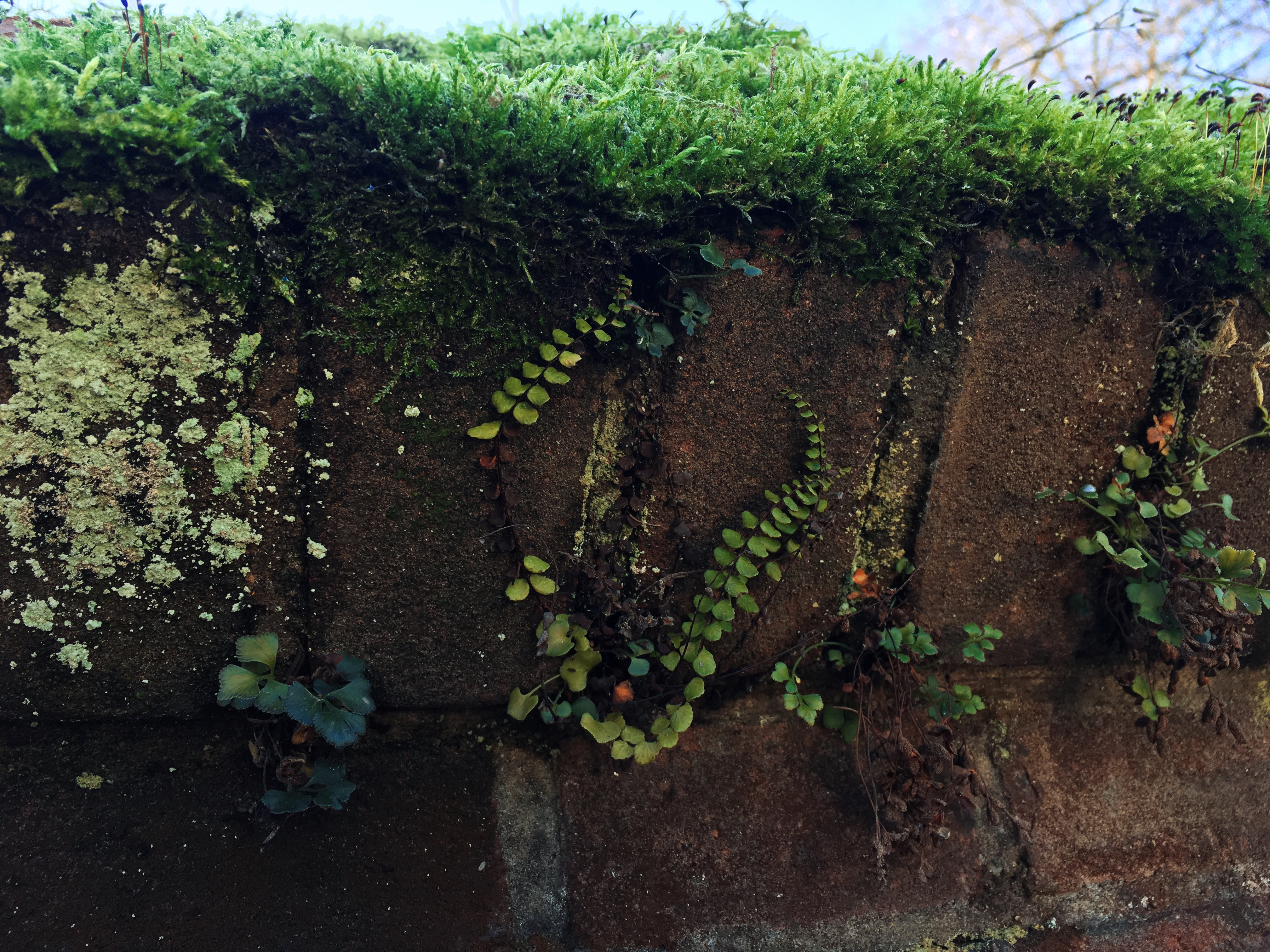
Close-up van de grens met de kringmos-klasse